# 30448 Yoshiomoriyama
30448 Yoshiomoriyama este un asteroid din centura principală de asteroizi.

## Descriere
30448 Yoshiomoriyama este un asteroid din centura principală de asteroizi. A fost descoperit pe 7 iulie 2000 la Bisei Spaceguard Center în cadrul programului BATTeRS. Asteroidul prezintă o orbită caracterizată de o semiaxă mare de 2,68 ua, o excentricitate de 0,15 și o înclinație de 12,8° în raport cu ecliptica.